# 116. вечити дерби у фудбалу
116. вечити дерби у фудбалу је фудбалска утакмица одиграна у Београду 14. априла 2001. године, између Црвене звезде и Партизана. Утакмица се завршила резултатом 2 : 1 (1 : 1) за Партизан.